# Phallusia nigra
Phallusia nigra är en sjöpungsart som beskrevs av Savigny 1816. Phallusia nigra ingår i släktet Phallusia och familjen Ascidiidae. Inga underarter finns listade i Catalogue of Life.